# Sông Tú Cô Loan
Tú Cô Loan (tiếng Trung: 秀姑巒溪; Bạch thoại tự: Siù-ko͘-lôan-khoe) là một dòng sông tại đông nam Đài Loan. Sông khởi nguồn từ núi Mã Bác Lạp Tư tại huyện Nam Đầu rồi chảy về phía đông qua hai huyện Hoa Liên và Đài Đông trước khi đổ ra Thái Bình Dương. Tổng chiều dài dòng chính của sông là 81,15 km, nếu tính theo phụ lưu dài nhất thì chiều dài sông là 104 km, tổng diện tích lưu vực đạt 1790,46 km² còn độ dốc của sông là 1:34. Đây là một trong ba hệ thống tạo nên đồng bằng thung lũng Hoa Đông. Tú Cô Loan cũng là sông phát triển mạnh về lĩnh vực du lịch chèo thuyền mạo hiểm tại Đài Loan, đặc biệt là đoạn sông dài 24 km (15 mi) từ cầu Thụy Tuệ đến cầu Trường Hồng.

## Phụ lưu
- Tú Cô Loan：Hoa Liên; Đài Đông
  - Kì Mĩ (奇美溪)：Thụy Tuệ, Hoa Liên
  - Đả Lạc Mã (打落馬溪)：Thụy Tuệ, Hoa Liên
  - Phú Nguyên (富源溪)：Vạn Vinh& Thụy Tuệ thuộc Hoa Liên - 28 km
    - Hạc Cương (鶴岡溪)：Thụy Tuệ, Hoa Liên
    - Ma Lậu 麻漏溪)：Vạn Vinh, Hoa Liên

  - Hồng Diệp (紅葉溪): Vạn Vinh, Thụy Tuệ & Trác Khêthuộc Hoa Liên
  - Linh Tử (苓仔溪)：Ngọc Lý, Hoa Liên
  - Lã Phạm (呂範溪)：Ngọc Lý, Hoa Liên
  - A Mi (阿眉溪)：Ngọc Lý, Hoa Liên
  - Tầm Yêu (尋腰溪)：Ngọc Lý, Hoa Liên
  - Phong Bình (豐坪溪)：Ngọc Lý & Trác Khê thuộc Hoa Liên - 37 km
    - Thái khê (太溪)：Trác Khê, Hoa Liên

  - Cao Liêu (高寮溪)：Ngọc Lý, Hoa Liên
  - Trác khê (卓溪)：Ngọc Lý & Trác Khê thuộc Hoa Liên
  - Nguyên Thành (源城溪)：Ngọc Lý, Hoa Liên
  - Lạc Cáp (樂合溪)：Ngọc Lý, Hoa Liên
    - Hạ Lao Loan (下勞彎溪)

  - Lạc Khố Lạc Khố (樂庫樂庫溪)/ Lạc Lạc (樂樂溪)：Ngọc Lý & Trác Khê thuộc Hoa Liên - 54 km
    - Thanh Thủy (清水溪)：Trác Khê, Hoa Liên
    - Mã Kiết Thứ Thác (馬戛次托溪)：Trác Khê, Hoa Liên
    - Mã Hoắc Lạp Tư (馬霍拉斯溪)：Trác Khê, Hoa Liên
    - Khoát Khoát Tư (闊闊斯溪)：Trác Khê, Hoa Liên
    - Tháp Đạt Phân (塔達芬溪)：Trác Khê, Hoa Liên
    - Mễ Á Tang (米亞桑溪)：Trác Khê, Hoa Liên

  - Yên Thông (安通溪)：Ngọc Lý và Phú Lý thuộc Hoa Liên
  - Ngô Tái (吳再溪)：Phú Lý, Hoa Liên
  - Củng Tử Câu (拱子溝溪)：Phú Lý, Hoa Liên
  - A Mi (阿眉溪)：Phú Lý, Hoa Liên
  - Ma Tử (磨仔溪)：Phú Lý & Trác Khê thuộc Hoa Liên
  - Mã Gia Lộc (馬加祿溪)：Phú Lý, Hoa Liên
  - Cửu Ngạn (九岸溪)：Phú Lý, Hoa Liên
  - Tú Loan (秀巒溪)：Phú Lý & Trác Khê thuộc Hoa Liên
  - Loa Tử (螺仔溪)：Phú Lý, Hoa Liên
  - Miết khê (鱉溪)：Phú Lý, Hoa Liên
  - A Lý Sơn (阿里山溪)：Phú Lý, Hoa Liên
  - Thạch Bằng (石平溪)：Phú Lý & Trác Khê thuộc Hoa Liên
  - Đại Pha (大坡溪)：Phú Lý, Hoa Liên; Trì Thượng, Đài Đông
  - Vạn Triều (萬朝溪)：Trì Thượng & Hải Đoan thuộc Đài Đông
    - Long Tuyền (龍泉溪)：Hải Đoan, Đài Đông